# تششمة غل (أشنوية)
تششمة غل هي قرية في مقاطعة أشنوية، إيران. عدد سكان هذه القرية هو 276 في سنة 2006.